# Атарней

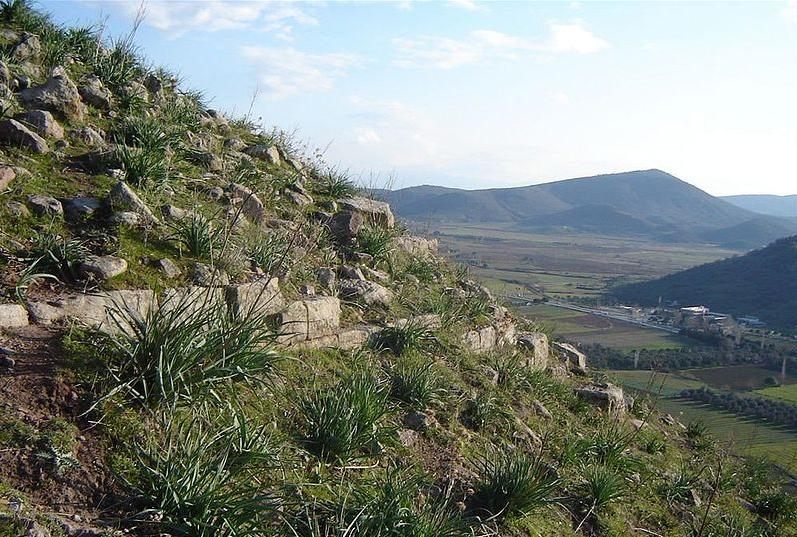
Місцевість давнього Атарнея, поблизу Дікілі

Атарней (дав.-гр. ᾽Αταρνεύς) — давньогрецька колонія на території сучасної Туреччини в ілі Ізмір.

## Історія
Місто зведене на плодючій береговій смузі в Мезії навпроти острова Лесбос. Цю землю подарував вихідцям з острова Хіос перський цар Кір II Великий в нагороду за зраду. Як Атарней потрапив до рук вигнаних з Хіоса демократів, розповідає також Діодор. Повідомивши про те, як саме демократи були вигнані з Хіоса, він додає:
| «Вони зайняли Атарней, розташований на материку проти Хіоса, дуже сильну природну фортецю, і з цього часу стали виступати звідси проти хіосців, здійснюючи вилазки». |
Про те ж згадував і Демосфен:
| «Атарней був зайнятий за сприяння персів, які стали в цей час ревними захисниками грецьких демократій». |
Місто під тією ж назвою (як вважють дослідники, на території сучасного Дікелі-Кеі) розташовувалось на горі Кан, але невдовзі зникло. Між ним і Пергамом знаходилися золоті копальні Лідійських царів.
Історіографії відоме ім'я одного з тиранів Атарнея — Гермія, учня та товариша Аристотеля. Власне Аристотель одружився із молодшою дочкою Герсія Піфіадою, яка народила дочку, названу так само як і матір, Піфіадою. Сам Аристотель певний час жив в Атарнеї, доки Гермія не вбили заколотники. Крім того в Атарнеї після смерті Платона жив інший філософ — Ксенократ.